# 北松浦半島
北松浦半島（きたまつうらはんとう）是日本九州西北部的一個半島，大部分屬於長崎縣管轄，小部分位在佐賀縣伊萬里市。半島的北邊是伊萬里灣，西邊是平戶島，南邊與西彼杵半島相望。

北松浦半島

1. ↑  . ニッポン旅マガジン. プレスマンユニオン.   [2021-12-11]. （原始内容存档于2023-12-30）.